# Sistema Fell
Il sistema Fell o ferrovia a binario centrale fu ideato dall'ingegnere inglese John Barraclough Fell per aumentare l'aderenza delle locomotive in modo da poter percorrere tratte particolarmente ripide e tortuose.

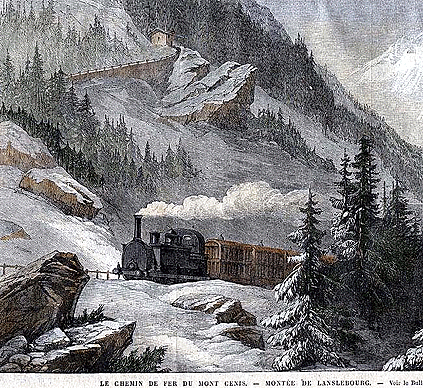
La Ferrovia del Moncenisio valicava il Colle a quasi 2000 metri grazie al sistema Fell, che superava fortissime pendenze

## Caratteristiche
L'aumento dell'aderenza si otteneva mediante l'utilizzo di due coppie di ruote motrici supplementari poste orizzontalmente e premute mediante potenti molle su una rotaia centrale. Il vantaggio di questo sistema rispetto ad altri simili era che la rotaia centrale era necessaria soltanto nei tratti di linea con pendenza maggiore o più tortuosi, nel resto della linea il funzionamento era analogo a quello di un treno tradizionale semplificando quindi la costruzione dei passaggi a livello e le manovre. 
Un primo collaudo eseguito con successo avvenne nel 1863.
Il sistema Fell fu adottato in ferrovie sparse in tutto il mondo: la Ferrovia del Moncenisio sul Colle del Moncenisio tra Italia e Francia, in Brasile nella provincia di Rio de Janeiro, in Nuova Zelanda ed in Francia presso Clermont-Ferrand.

## Immagini di progetto

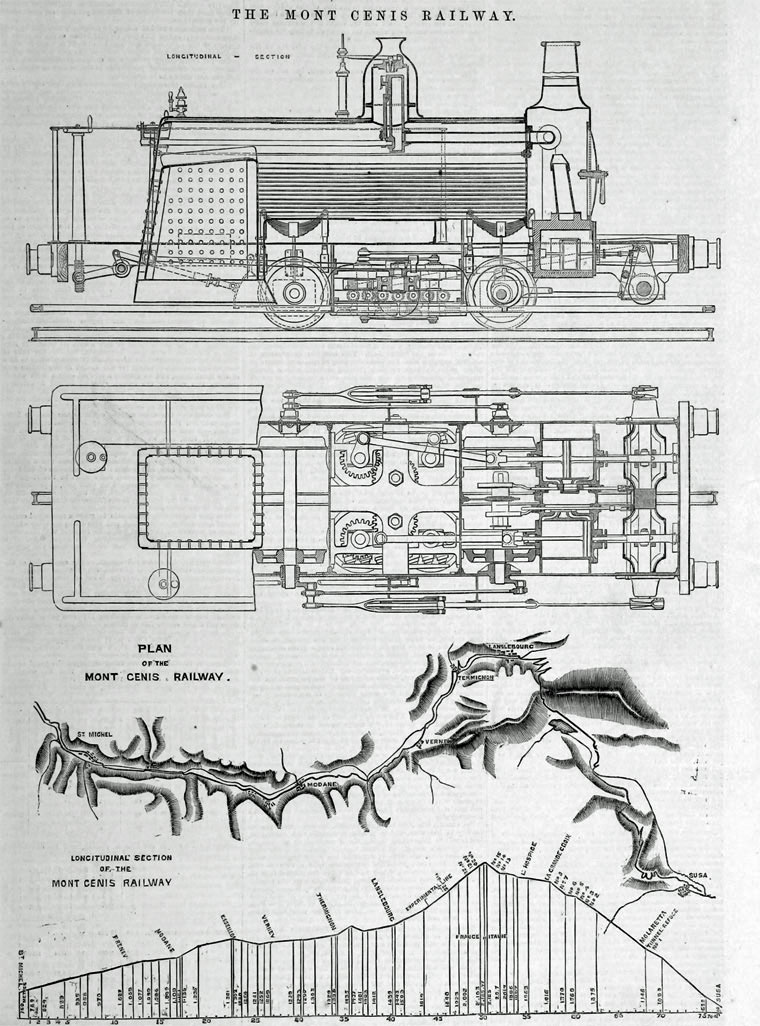
Progetto della Mont Cenis Pass Railway

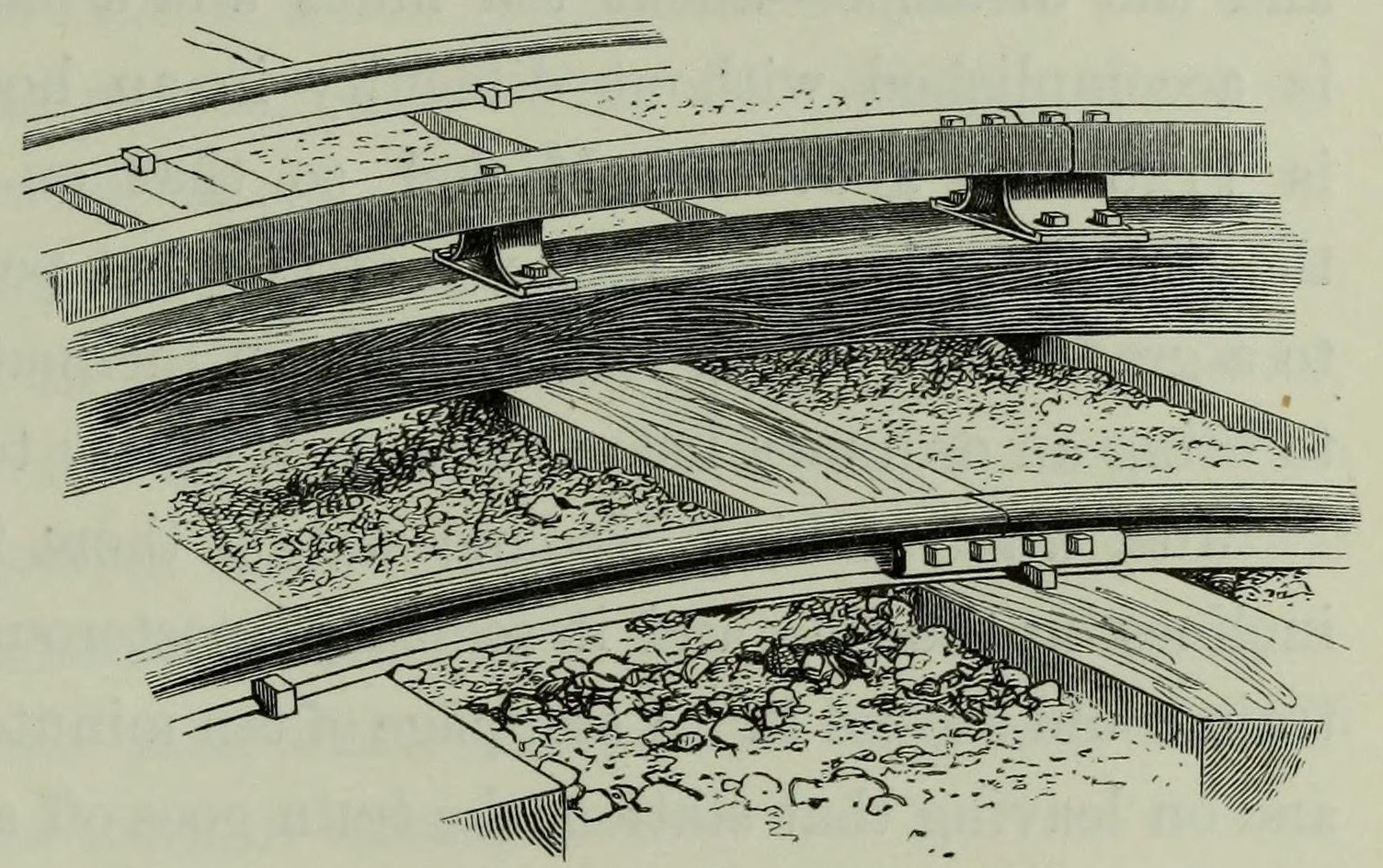
Il terzo binario del sistema Fell. Da Scrambles amongst the Alps - Whymper, pag. 77

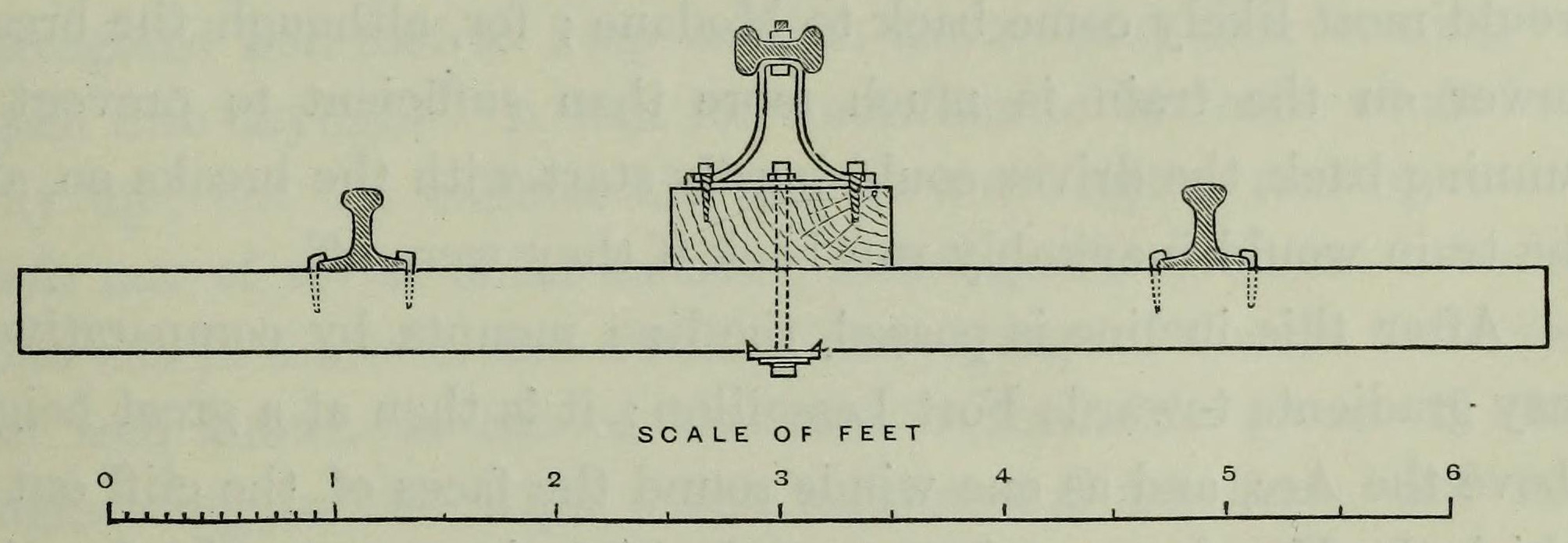
Sezione di progetto del terzo binario Fell. Da Scrambles amongst the Alps - Whymper, pag. 77

## Ferrovie a sistema Fell

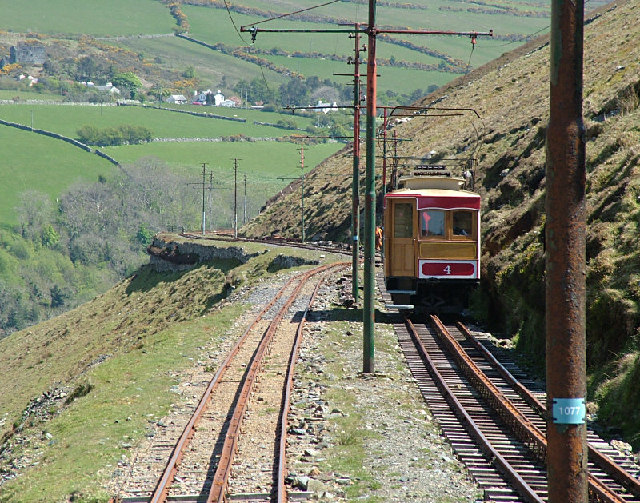
Sistema Fell della Snaefell Mountain Railway, tuttora in uso nell'Isola di Man.

| Ferrovia                   | Stato          | Apertura | Chiusura | Note |
| -------------------------- | -------------- | -------- | -------- | --- |
| Ferrovia del Moncenisio    | Italia Francia | 1868     | 1871     | Venne costruita sulla strada del Colle del Moncenisio (2083 m s.l.m.) tra Susa (Italia) (503 m s.l.m.) e Saint-Michel-de-Maurienne (698 m s.l.m.), in concorrenza con il costruendo traforo ferroviario del Frejus e fu attiva tra il 1868 e il 1871. |
| Estrada de Ferro Cantagalo | Brasile        | 1873     | 1965     | Usò il materiale rotabile della ferrovia del Moncenisio. |
| Panoramique des Dômes      | Francia        | 1907     |          | Usò il sistema Fell fino al 1925, chiusa nel 2012, la linea è stata elettrificata nel 2013 e riaperta poco dopo. |
| Rewanui Incline            | Nuova Zelanda  | 1914     | 1985     | I primi sei chilometri sono rimasti aperti dopo il 1985. Il sistema Fell era stato tolto dalla linea nel 1966. |
| Rewanui Incline            | Nuova Zelanda  | 1878     | 1955     | Chiusa e sostituita dalla galleria di Rimutaka. |
| Roa Incline                | Nuova Zelanda  | 1909     | 1960     | |
| Funicolare di Wellington   | Nuova Zelanda  | 1902     |          | Usò il sistema Fell fino al 1978. |
| Funicolare di Kaikorai     | Nuova Zelanda  | 1881     | 1951     | Linea più breve a utilizzare il sistema Fell, infatti era lunga solo 2,3 km. |
| Snaefell Mountain Railway  | Isola di Man   | 1895     |          | L'unica linea tuttora in attività a utilizzare il sistema Fell. |